# Нидайме (Наруто)
Вторият Хокаге (на японски: 二代目火影, Нидайме Хокаге) е измислен герой от японското аниме и манга серии Наруто, създадени от Масаши Кишимото.
Нидайме е по-младият брат на Шодай.
Той е много умел в изпълнението на водно джуцу, като може да го извършва и без източник на вода. Допринася много за развитието на Селото скрито в Листата (Коноха), като основава Нинджа Академията и много други учреждения и организации в селото. Той загива в битка по време на Великата нинджа война, като преди това той предава титлата Хокаге на своя ученик Сарутоби. Нидайме притежава енергиен меч, наречен Райджин. Острието му е във вид на мълния, но въпреки това то може да бъде счупено, като острието на обикновен меч.
Десетилетия след смъртта на Втория Хокаге, той и Шодай са възкресени от Орочимару за да се бият срещу техния бивш ученик, Сарутоби. Неспособен да ги победи, заради напредналата си възраст, Третият Хокаге заключва душите им, обричайки ги на непрестанна битка във вечността.